# Willa Thorade
Willa Thorade (* 12. November 1871 in Oldenburg; † 11. Juni 1962 ebenda) war eine Persönlichkeit der Sozialfürsorge: Sie  befürwortete die Frauenrechte in Oldenburg (Land).

## Leben
Willa Thorade war die älteste Tochter des Bankdirektors Carl Heinrich Thorade (* 5. September 1841; † 18. Juli 1896) und seiner Ehefrau, der Lehrerin Anna Thorade geb. Strackerjahn (27. Mai 1849 bis 18. März 1943). Ihre Geschwister waren Hedwig, Erna und Erich Thorade.
Sie wohnte nach dem überraschenden Tode ihres Vaters im Jahr 1896 zusammen mit ihrer Mutter im Hause Bismarckstraße 23/Ecke Hindenburgstraße in Oldenburg, dessen Eigentümerin sie später auch wurde. Hier befand sich später auch die Geschäftsstelle des Vaterländischen Frauenvereins (siehe unten).
Willa Thorade war nicht verheiratet. Sie besuchte zehn Jahre lang die Cäcilienschule Oldenburg. Einen Beruf erlernte sie nicht.

### Vereins- und Verbandstätigkeiten
Der erste Vaterländische Frauenverein (VFV) des Landes Oldenburg wurde am 12. August 1870 in der Stadt Oldenburg gegründet. Im Jahr 1892 schlossen sich alle bis dahin gegründeten Frauenvereine zum Verband der vaterländischen Frauen-Vereine im Großherzogtum Oldenburg zusammen (Landesverband). Auf Willa Thorades Anregung entstanden in der Folge hauptsächlich in Oldenburg zahlreiche Einrichtungen sozialer Art, so etwa Berufsschulen für Mädchen, Frauenfachschulen, Säuglingsheime und Mütterberatungsstellen. Im Jahr 1932 wurden über 50 % aller Oldenburger Kinder von diesen Einrichtungen betreut. Um die neuesten Entwicklungen auf sozialen Gebieten für die lokalen Frauenvereine nutzbar zu machen, unternahm sie regelmäßig Studienreisen, so unter anderem nach Hamburg, München, Freiburg und Mannheim.
Willa Thorade übernahm am 3. Juli 1905 den Vorsitz des Vaterländischen Frauenvereins (Zweigverein) von ihrer verstorbenen Vorgängerin Theodore Zedelius und hatte ihn bis Beginn der 1930er Jahre ununterbrochen inne. Der Vorstand des späteren oldenburgischen Landesverbandes wurde zunächst vom Vorstand des Zweigvereins Oldenburg in Personalunion gebildet.
Im Ersten Weltkrieg organisierte sie neben der Fürsorgevermittlung auch den Ausbau des Pflegerinnenwesens für die drei vom Roten Kreuz in Oldenburg eingerichteten Lazarette. Nach Kriegsende arbeitete sie als einzige Frau in der oldenburgischen Demobilisierungskommission.
Als Vorsitzende des VFV unterstützte Willa Thorade die Bemühungen um die Gewährung des Gemeindebürgerrechts für Frauen im Land Oldenburg. Nach dem Hinweis der Vorsitzenden des Hauptvereins des VFV in Berlin auf die grundsätzlich ausgeschlossene politische Beteiligung der Frauenvereine zog Willa Thorade die Unterschrift unter die Forderung bezüglich des Gemeindebürgerrechts zurück.
Als Mitbegründerin sowie Vorsitzenden des Frauenverbandes des Freistaates Oldenburg kümmerte sie sich in den letzten Jahren der Weimarer Republik mit der Organisation von Fortbildungskursen besonders um jugendliche weibliche Erwerbslose.

### Politische Tätigkeiten
Willa Thorade gehörte zu den ersten Frauen, die sich 1918 für ein Amt als Stadtrat in Oldenburg bewarben.
Sie war Mitglied der Deutschen Demokratischen Partei (DDP).
Mitglied des Stadtrates Oldenburg war sie von 1919 bis 1933. Ihre Themen waren dort u. a. Theater- und Schulfragen. Im Jahr 1933 legte sie ihre öffentlichen Ämter aus Protest gegen die Nationalsozialisten und ihre Methoden nieder.
Sie gründete danach den privaten „Dienstags-Kreis“, der in ihrem Hause tagte. Er diente gleichgesinnten Demokraten als Austausch und Treffpunkt; so u. a. von Gertrud Bäumer, Marianne Weber und Helene Lange. Dieser Dienstags-Kreis wurden offensichtlich von der Gestapo observiert.
Unmittelbar nach dem Zusammenbruch 1945 rief sie die Arbeitsgemeinschaft Oldenburger Frauen ins Leben, die sie bis 1951 leitete und deren Ehrenvorsitzende sie wurde.
Ihre Tätigkeiten umfassten die Gebiete:
- Organisation sozialer Frauenarbeit
- Einsatz für Frauenrechte
- aktive politische Arbeit in der Gemeinde (Stadtrat Oldenburg)
- journalistische Arbeit zu Frauen- und Wohlfahrtsthemen
- Engagement für Frauenbildungs- und Volksbildungseinrichtungen
- Entwicklung einer progressiven kulturellen Landschaft in Oldenburg.[8]

### Journalistische Arbeiten
Der Beginn ihrer journalistischen Tätigkeiten ist nicht ermittelbar. Sie berichtete dem Redaktionschef der Nachrichten für Stadt und Land über Oldenburger Ereignisse und später über ihre auswärtigen Tagungen in Zusammenhang mit ihren vielfältigen Tätigkeiten. Willa Thorade war redaktionell für die Frauenbeilage der Oldenburgischen Landeszeitung mit dem Titel „Die Frau im neuen Deutschland“ verantwortlich.

## Willa-Thorade-Stiftung
Anlässlich ihres 25. Dienstjubiläums als Vorsitzende des VFV wurde um Spenden für eine neu einzurichtende Stiftung gebeten; hierfür wurden insgesamt 10.000 Mark gespendet. Das Geld wurde in Wertpapiere angelegt und die Willa-Thorade-Stiftung am 2. April 1930 errichtet. Die Stiftung wurde am 5. Juni 1930 durch das Oldenburgische Staatsministerium anerkannt. Die Stiftung wurde zunächst vom Vorstand des Oldenburgischen Roten Kreuzes verwaltet. Willa Thorade war berechtigt, solange sie einer Organisation des Roten Kreuzes angehörte, über die Zinseinkünfte des angelegten Stiftungsvermögens im Rahmen des Stiftungszwecks nach ihrem freien Ermessen zu verfügen. Da durch die Änderung des DRK-Gesetzes auch eine Umstrukturierung der Stiftung notwendig war, wurden diese Änderungen im Januar 1936 umgesetzt. Wie lange die Willa-Thorade-Stiftung bestand, ist nicht nachvollziehbar.

## Ehrungen
Willa Thorade erhielt 1907 die Rote Kreuz-Medaille III. Klasse, am 26. Oktober 1914 das Friedrich-August-Kreuz II. Klasse, im Oktober 1915 die Preußische Rote Kreuz-Medaille II. Klasse, am 16. November 1917 die Rote Kreuz-Medaille (Oldenburg) und wurde 1926 mit der Kaiserin Augusta-Medaille für Verdienste im Roten Kreuz ausgezeichnet. Sie war Ehrenmitglied des DRK-Landesverbandes, Trägerin des Ehrenzeichens 1. Klasse des Deutschen Roten Kreuzes sowie 1955 des Bundesverdienstkreuzes.
Sie durfte sich als zweite Frau (nach Helene Lange) am 11. November 1951 in das Goldene Buch der Stadt Oldenburg eintragen. Im Jahr 1961 erhielt sie die Goldene Stadtmedaille der Stadt Oldenburg. Im Oldenburger Stadtteil Eversten wurde 1965 eine Straße nach ihr benannt.

## Nachlass
Die Landesbibliothek Oldenburg verwahrt ca. 1.000 persönliche Briefe von und an Willa Thorade aus der Zeit zwischen 1888 und 1947. Ein Großteil dieser Briefe (ca. 800 Stück) sind Briefe an ihre Eltern, später nur an ihre Mutter. Weitere Briefe an z. B. Gertrud Bäumer sind für die Jahre 1913 bis 1943 ebenfalls erhalten.